# NK Čelik Zenica
NK Čelik Zenica is een voetbalclub uit Zenica, Bosnië en Herzegovina.

## Geschiedenis

### Joegoslavië
De club werd op 16 juni 1945 opgericht en promoveerde in 1966 voor het eerst naar de hoogste klasse van Joegoslavië. Na één seizoen werd de club echter weer naar de tweede klasse doorverwezen. Een jaar later keerde de club terug op het hoogste niveau en werd negende op achttien clubs. De volgende seizoenen bleef de club een middenmoter en in 1973/74 werd de club zesde. De volgende jaren gingen in een neerwaartse spiraal en in 1978 degradeerde de club voor de tweede maal. Ook nu beperkte de club het verblijf in de tweede klasse tot één seizoen, maar ook in de eerste klasse kon de club de zware concurrentie niet aan en ging terug naar tweede klasse.
Dan duurde het tot 1983 voordat de club weer een eenmalig gastoptreden maakte in de hoogste klasse. In 1985 keerde de club opnieuw terug en kon toen het verblijf verlengen en ontsnapte elk seizoen nipt aan de degradatie tot 1989 toen de club voor de laatste keer degradeerde.

### Bosnië en Herzegovina
Door de oorlog in Bosnië duurde het tot 1995 vooraleer er een nationaal kampioenschap kwam. De eerste seizoenen waren enkel toegankelijk voor Bosniak-clubs. Zenica werd de eerste drie jaar van de competitie kampioen. Na middenmootprestaties werd Celik vierde in 2000, dat seizoen telde de liga 22 clubs, de Kroatische clubs uit Bosnië speelden nu ook mee, het volgende seizoen werd de competitie wel herleid naar zestien clubs en in 2003 weer naar 20 omdat nu ook de Servische clubs meededen. Na een vijfde plaats in 2003 werd Celik slechts veertiende in 2004 en ook de volgende twee seizoenen vocht de club tegen de degradatie.

## Erelijst
| Internationaal                |    |                        |
| Mitropacup                    | 2x | 1971, 1972             |
| Intertoto Cup                 | 1x | 1975                   |
| Nationaal                     |    |                        |
| Bosnisch landskampioenschap   | 3x | 1995, 1996, 1997       |
| Beker van Bosnië              | 2x | 1995, 1996             |
| Joegoslavische Tweede Divisie | 4x | 1966, 1979, 1983, 1985 |

## NK Celik in Europa
Uitslagen vanuit gezichtspunt NK Čelik Zenica
| Seizoen | Competitie    | Ronde        | Land                       | Club                  | Totaalscore | 1e W    | 2e W           | PUC |
| ------- | ------------- | ------------ | -------------------------- | --------------------- | ----------- | ------- | -------------- | --- |
| 1971    | Mitropacup    | 1/8          | Vlag van Italië            | Calcio Catania        | 3-1         | 3-0 (T) | 0-1 (U)        | 0.0 |
|         |               | 1/4          | Vlag van Hongarije         | Diósgyőri VTK Miskolc | 4-2         | 0-1 (U) | 4-1 (T)        | 0.0 |
|         |               | 1/2          | Vlag van Hongarije         | MTK Boedapest         | 2-1         | 1-0 (T) | 1-1 (U)        | 0.0 |
|         |               | F            | Vlag van Oostenrijk        | SV Austria Salzburg   | 3-1         | 3-1     | < Gorizia (It) | 0.0 |
| 1972    | Mitropacup    | Groep A      | Vlag van Hongarije         | Honvéd Boedapest      | 3-3         | 0-3 (U) | 3-0 (T)        | 0.0 |
|         |               | Groep A (1e) | Vlag van Tsjecho-Slowakije | Sparta Praag          | 4-0         | 2-0 (T) | 2-0 (U)        | 0.0 |
|         |               | F            | Vlag van Italië            | ACF Fiorentina        | 1-0         | 0-0 (U) | 1-0 (T)        | 0.0 |
| 1973    | Mitropacup    | Groep A      | Vlag van Tsjecho-Slowakije | TJ Zbrojovka Brno     | 4-2         | 2-1 (U) | 2-1 (T)        | 0.0 |
|         |               | Groep A (1e) | Vlag van Oostenrijk        | Linzer ASK            | 5-1         | 2-0 (T) | 3-1 (U)        | 0.0 |
|         |               | F            | Vlag van Hongarije         | Tatabányai Bányász    | 2-4         | 1-2 (T) | 1-2 (U)        | 0.0 |
| 1980    | Mitropacup    | Groep        | Vlag van Italië            | Udinese Calcio        | 2-3         | 0-0 (U) | 2-3 (T)        | 0.0 |
|         |               | Groep        | Vlag van Tsjecho-Slowakije | TJ Rudá Hvězda Cheb   | 4-3         | 3-1 (T) | 1-2 (U)        | 0.0 |
|         |               | Groep (2e)   | Vlag van Hongarije         | Debreceni VSC         | 2-0         | 2-0 (T) | 0-0 (U)        | 0.0 |
| 2001    | Intertoto Cup | 1R           | Vlag van Turkije           | Denizlispor           | 6-3         | 1-0 (T) | 5-3 (U)        | 0.0 |
|         |               | 2R           | Vlag van België            | AA Gent               | 1-2         | 1-0 (T) | 0-2 (U)        | 0.0 |
| 2008    | Intertoto Cup | 1R           | Vlag van Montenegro        | FK Grbalj             | 4-4 u       | 3-2 (T) | 1-2 (U)        | 0.0 |

Totaal aantal punten voor UEFA coëfficiënten: 0.0

## Bekende (oud-)spelers
- Elvir Bolić
- Stefan Maletić
- Emir Spahić

## Trainer-coaches
- Ivo Ištuk (2007–2008)
- Marijan Bloudek (2008–2009)
- Ivo Ištuk (2009)
- Omer Kopić (2009–2010)
- Abdulah Ibraković (2010–2011)
- Boris Gavran (2011)
- Elvedin Beganović (2011–)